# Zepedanulus ishikawai
Zepedanulus ishikawai is een hooiwagen uit de familie Epedanidae.